# FP-45

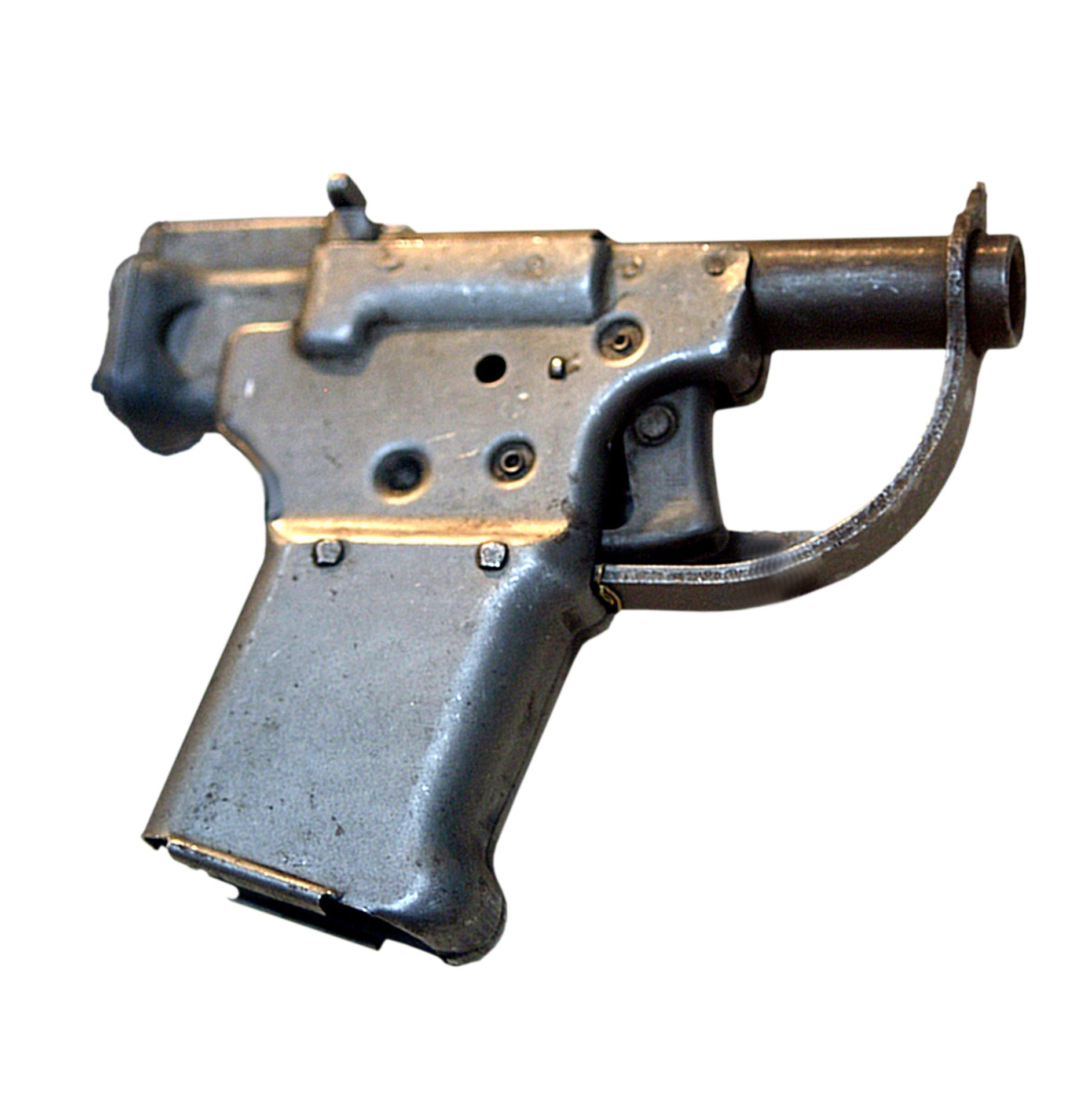
FP-45

FP-45は、1942年にアメリカのゼネラルモーターズ社（GM）で設計された拳銃である。リベレーター（Liberator、解放者）やウールワース・ガン（Woolworth Gun, ウールワースは安売雑貨店の名）の通称で知られる。
ヨーロッパ各国の対独抵抗運動への支援を目的に設計された単発銃だが、各戦線の指揮官が投下に難色を示したこともあり、当初予定されたほど大量に用いられることはなかった。その後は秘密活動部局である戦略諜報局（OSS）によって運用され、主に中国・ビルマ・インド戦線にて投下されたとも言われている。
3ヶ月ほどの間に100万丁を超える大量生産が行われ、平均すると7.5秒ほどの間隔で1丁がラインオフした計算になる。このことから、「装填から発射までよりも短い時間で製造された唯一の拳銃」などとも評された。

## 歴史
1942年3月、既にナチス・ドイツの侵攻を受けて国土を失っていたポーランド亡命政府から連合各国に対し、占領下にある各国の対独抵抗運動に武器の供給を行うよう要請がなされた。これを受けたアメリカ陸軍合同心理戦委員会（Joint Psychological Warfare Committee）では、一般の装備の生産に影響を及ぼさないような、安価かつ早急に生産しうる銃器の設計を模索し始めた。やがて、プレス加工の鋼材とライフリングが刻まれていない滑腔銃身から成る安価なピストルが提案された。元より軍用銃として十分な性能は期待されておらず、抵抗運動の闘士らが小銃や短機関銃といった「まともな」銃器を奪うべく敵兵を襲撃する際に用いられることを想定していたとされる。陸軍はゼネラルモーターズ社の国内製造部（Inland Manufacturing Division）に連絡し、同部のチーフデザイナーだったジョージ・ハイドに特殊ピストル設計プロジェクトを依頼した。
この特殊ピストルの設計は秘密裏に進められた。本来の目的を秘匿するため、開発はFlare Projector-.45 caliber（45口径信号弾発射機）、すなわちFP-45の名称で行われ、設計図では銃身部を「チューブ（tube）」、引き金部を「継鉄（yoke）」と呼んでいた。作業は25平方フィート程度の小さな部屋で行われ、この部屋への出入りはハイドのほかプロジェクトに直接関係する極小数の者のみに認められていた。いくつかの試作品を経て、軍部から設計が承認されたのは1942年5月のことである。この時点で国内製造部はM1カービンの製造を開始していたため、FP-45は自動車部品のプレス加工設備があるインディアナ州アンダーソンのガイドランプ部（Guide Lamp Division）にて行われることとなった。1942年5月15日、ガイドランプ部と軍部の間でFP-45・100万丁分の生産契約が結ばれた。製造に参加した従業員およそ300人はプロジェクト参加に当たり秘密厳守の宣誓を行った。1942年6月第2週から生産が始まり、従業員の24時間7日間労働の末、8月21日には早くも100万丁の生産を達成した。この数字から推定される平均ラインオフ間隔はわずか6.6秒であった。
当初、合同心理戦委員会ではヨーロッパの被占領国に対する空中投下を計画しており、フランスへの投下に備え50万丁のFP-45がイギリスへと送られた。しかし、ドワイト・D・アイゼンハワー大将は、この計画に否定的で、FP-45のうち25万丁のみを「緊急時に使用しうる」として受け取り、残りは他戦線で運用するべきだとした。また、同種の火器をこれ以上生産する必要はないとも語った。こうして大半のFP-45は太平洋・極東方面に送られたが、この方面の指揮を執るジョセフ・スティルウェルやダグラス・マッカーサーもこの計画に大した関心は抱かず、大規模な投下は行われなかった。こうした状況でFP-45に興味を示したのが、諜報組織である戦略諜報局（OSS）のウィリアム・ドノバン長官であった。その後、国内で保管されていた45万丁ほどのFP-45の大半はOSSに引き渡されている。OSS職員らは安売雑貨店ウールワースにちなみ、非常に安価かつ粗末なFP-45を「ウールワース・ガン」と通称した。

### 運用
その性質上、FP-45の運用については不透明な点が多い。ヨーロッパ方面の抵抗運動に対してはより実用的なステンガンやM1カービンの投下が実現されたため、FP-45は基本的に必要とされなかった。極小数がOSSによってドイツ占領下のギリシャに持ち込まれたとも言われている。正確な規模は不明ながら、太平洋・極東方面ではヨーロッパよりは広く使用され、1943年後半には中国に対して10万丁が引き渡された記録がある。そのほか、フィリピンやベトナムの抗日ゲリラによっても使用されたと言われている。戦後、箱に入ったまま在庫となっていたFP-45の大半は廃棄処分となり、スクラップとして売却されるか箱ごと海洋投棄された。

## 性能

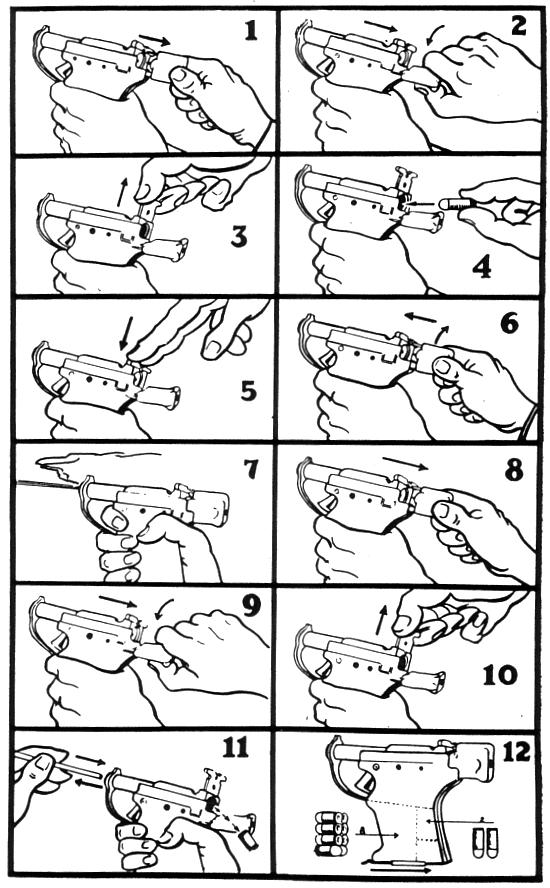
FP-45のマニュアル

.45ACP弾を使用し、装弾数は1発のみである。銃身はライフリングが刻まれていない滑腔銃身、即ちただの鉄パイプであった。グリップの内側は空きスペースになっており、グリップ下面のスライド式の開閉蓋から、10発程度の予備弾を収納できた。装填は撃つたびに手動で行う必要があった。またエキストラクターを設けず、鎖栓（コッキングノブ）を開いても薬室の空薬莢や未使用弾薬は自動排出されないため、取り出すには銃口から棒などを突き入れなければならなかった。トリガーガードの延長部分がフロントサイトも兼ねていた。
射程は50ft（約15m）程度である。部品数は23点で、銃身や鋳鉄製のコッキングノブなどを除くほとんどの部品がプレス加工で成形されていた。一見して粗末で刻印などが見られない外見から、この銃を「日本軍が設計した自殺用拳銃」と誤解したアメリカ兵もいたという。
単純な構造とはいえ、品質管理のため全てのFP-45は組立後少なくとも1発は射撃試験を行わねばならず、また無作為に選ばれたサンプルについては50発の射撃試験が課された。しかし、この試験の最中の暴発で死亡した作業員もいる。試験の結果、およそ10発から15発程度の射撃を行うと溶接部から割れたり、閉鎖器を兼ねた照門の挿入部が変形することが多く、問題なく50発の射撃を行える銃はなかったという。精度も劣悪で、弾頭は銃口を飛び出してすぐに回転し、横倒しになることもあった。ただし、ごく至近距離で1、2発程度の射撃のみ行うことを想定した銃であったため、これらの点は問題視されなかった。大部分のFP-45にはシリアル番号や製造地などの刻印はないが、グリップ内部やコッキングノブ上に何らかの数字や文字が小さくエンボス加工で記されているものも少数ある。銃の表面はボンデ処理のみ施され、パーカー処理や黒染め処理は行われなかった。そのため、すぐに錆が浮いたが、反復使用は考慮されていなかったため、やはり問題にはならなかった。
FP-45は、銃本体、.45ACP弾10発、木製ダボ（薬莢を押し出す道具）、マニュアルがダンボール箱に収められた状態で出荷された。箱には一切の文字が書かれておらず、銃口から煙をたなびかせるFP-45のイラストだけが描かれていた。マニュアルにも文字はなく、誰にでも分かるように漫画のコマ割り風の絵図面で描かれていた。このマニュアルはウォルト・ディズニーが手掛けたものである。1箱あたりの出荷コストは当時の価格で2.10ドル程度で、銃本体のコストは1.73ドル程度であった。
ダブルバレルの試作モデルもあったが、生産には至っていない。

## 登場作品

### 小説
『吉里吉里人』
吉里吉里国に潜入したアメリカ陸軍特殊部隊群（作中の表現では「SFG」および「グリーンベレー」）隊員が要人暗殺に使用。

### 映画・テレビ
『あした』
笹山哲が使用。
『人造人間ハカイダー』
映画冒頭で、ジーザスタウンより逃亡してきた男性が自決のため使用しようとするも、ミカエルが介入したため未遂に終わる。

### アニメ・漫画
『BIOMEGA』
10話にて、コズロフの観ていたニュース番組のキャスターが自殺に使用した。
『MASTERキートン』
第4巻の「14階段」において決闘用の武器として登場。作中では有効な照準距離が3メートル以下と述べられている。
『ブレイブウィッチーズ』
第8話で基地に補給物資として届けられた武器の一部として登場。ヴァルトルート・クルピンスキーはこれを「お守り」と偽り、嘘を真に受けた雁淵ひかりは当初お守りと信じ込んでいた。最終話にて、ひかりがネウロイの巣「グリゴーリ」のコアを破壊するために至近距離で使用する。

### ゲーム
『メタルギアソリッド3』『メタルギアソリッド ピースウォーカー』
シギントがFOX部隊向けにFP-45に形状を似せて開発した消音麻酔拳銃「EZGUN」が登場する。わざわざ、FP-45に寄せたデザインにした理由は、「格好良いから」との事。
『バトルフィールドV』
サブウェポンとして登場。